# Mangóbagoly
A mangóbagoly (Strix ocellata) a madarak (Aves) osztályának a bagolyalakúak (Strigiformes) rendjéhez, ezen belül a bagolyfélék (Strigidae) családjához tartozó faj.

## Előfordulása
Banglades, India, Mianmar és Pakisztán területén honos. Trópusi és szubtrópusi erdők lakója.

## Alfajai
- Strix ocellata ocellata
- Strix ocellata grandis
- Strix ocellata grisescens

## Életmódja
Mangófák sűrű, árnyékos koronájában szeret tartózkodni, nevét is innen kapta.

## Külső hivatkozások
- Képek az interneten a fajról